# Fleury-Mérogis
Fleury-Mérogis – miejscowość i gmina we Francji, w regionie Île-de-France, w departamencie Essonne.
Według danych na rok 1990 gminę zamieszkiwało 9677 osób, a gęstość zaludnienia wynosiła 1486 osób/km² (wśród 1287 gmin regionu Île-de-France Fleury-Mérogis plasuje się na 242. miejscu pod względem liczby ludności, natomiast pod względem powierzchni na miejscu 581.).
We Fleury-Mérogis znajduje się największy we Francji zakład penitencjarny, który zajmuje powierzchnię 180 ha. Więzienie dysponuje 3 tys. miejsc, jednak w 2015 r. osadzono tam 4,5 tys. osób.